# Extindere algebrică
În algebră abstractă, o extindere de corp L/K se numește algebrică dacă fiecare element din L este algebric peste K, adică dacă fiecare element din L este o rădăcină a unor polinom nenul cu coeficienți în K. Extinderile de corp care nu sunt algebrice, adică care conțin elemente transcendente se numesc transcendente.
De exemplu, extinderea de corp R/Q, care este corpul numerelor reale ca extindere a corpului numerelor raționale, este transcendent, deoarece corpul extinderilor C/R și Q(√2)/Q este algebric, unde C este corpul numerelor complexe.
Toate extinderile transcendente sunt de  grad infinit. Acest lucru implică faptul că toate extinderile finite sunt algebrice. Inversa nu este adevărată: există extinderi infinite care sunt algebrice. De exemplu corpul numerelor algebrice este o extindere algebrică infinită a numerelor raționale.
Fie E o extindere a corpului K, iar a ∈ E. Dacă a este algebric peste K, atunci K(a), mulțimea tuturor polinoamelor în a cu coeficienți în K, este nu numai un inel, ci un corp: K(a) este o extindere algebrică a lui K care are un grad finit peste K. Inversa nu este adevărată. Q[π] și Q[e] sunt corpuri, dar π și e sunt transcendente peste Q.
Toate corpurile algebric închise F nu au extinderi algebrice proprii, adică nu au extinderi algebrice E cu F < E. Un exemplu este corpul numerelor complexe. Fiecare corp are o extindere algebrică care este închisă algebric (numită închidere algebrică), dar pentru a demonstra acest lucru în general este nevoie de o formă a axiomei alegerii.
O extindere L/K este algebrică dacă și numai dacă orice K-subalgebră a L este un corp.

## Properietăți
Clasa extinderilor algebrice formează o clasă distinctă de extinderi de corp, extinderi care au următoarele trei proprietăți:
1. Dacă E este o extindere algebrică a lui F iar F este o extindere algebrică a lui K, atunci E este o extindere algebrică a lui K.
2. Dacă E și F sunt extinderi algebrice ale lui K într-un supracorp comun C, atunci produsul tensorial de corpuri⁠(d) EF este o extindere algebrică a lui K.
3. Dacă E este o extindere algebrică a lui F iar E>K>F atunci E este o extindere algebrică a lui K.

Aceste rezultate pot fi generalizate folosind inducția transfinită:
1. Reuniunea oricărui lanț de extinderi algebrice peste un corp de bază este ea însăși o extindere algebrică peste același corp de bază.

Acest fapt, împreună cu lema lui Zorn (aplicate la o mulțime parțial ordonată corespunzătoare), stabilește existența închiderilor algebrice.

## Generalizări
Teoria modelelor⁠(d) generalizează noțiunea de extindere algebrică la teorii arbitrare: o încorporare a M în N se numește extindere algebrică dacă pentru fiecare x din N există o formulă⁠(d) p cu parametri în M, astfel încât p(x) este adevărată iar mulțimea
{\displaystyle \left\{y\in N\mid p(y)\right\}}
este finită. Se pare că aplicarea acestei definiții la teoria corpurilor oferă definiția obișnuită a extinderii algebrice. Grupul Galois⁠(d) al N peste M poate fi din nou definit ca grup de automorfisme, și reiese că majoritatea teoriei grupurilor Galois poate fi dezvoltată pentru cazul general.